# El Forman
El Forman (1892 i Viborg – 28. januar 1970) var forfatter og digter.
Gift med kunstmaleren Volqvartz Viktor Forman.
Debut i 1956 med digtsamlingen Tomhed. Græsstrået en Tv-ballet af Else Marie Pade er bygget over et digt af El Forman og koreograferet af Nini Theilade.